# قصبه الاودایه
قصبه الاودایه (انگلیسی: Kasbah of the Udayas)، قصبه ای در شهر رباط در کشور مراکش است که در تپه‌های ابی رقراق روبه روی سلا و در کنار مدینه رباط واقع شده است. این مجموعه در کنار سایر مجموعه‌های شهر رابط به عنوان میراث جهانی مراکش ثبت جهانی شده‌اند.